# گوتیه کلاوس
گوتیه کلاوس (فرانسوی: Gauthier Klauss‎؛ زادهٔ ۱۷ دسامبر ۱۹۸۷) قایقران کانو اهل فرانسه است.
وی در مسابقات کشوری و بین‌المللی در مجموع برندهٔ ۱۱ مدال طلا، ۳ مدال نقره، ۴ مدال برنز شده‌است.